# تومار (پرتغال)
تومار (به پرتغالی: Tomar) یک شهر در پرتغال است که در ناحیه سانتاری واقع شده‌است.

## خصوصیات
تومار ۳۵۱٫۲۰ کیلومتر مربع مساحت و ۴۰٬۶۷۷ نفر جمعیت دارد.

## خواهرخوانده
شهر ونسن خواهرخواندهٔ تومار هست.